# Jan Luthman
Jan Luthman, född 1937, är en svensk veterinär. Han disputerade 1972 vid Veterinärhögskolan. Han blev senare professor i veterinärmedicin vid Sveriges lantbruksuniversitet (SLU) och var dekanus för den veterinärmedicinska fakulteten.